# 许斯克朗
许斯克朗（法語：Chusclan，法語發音：[ʃysklɑ̃]）是法国加尔省的一个市镇，属于尼姆区。

## 地理
许斯克朗（44°8'57"N, 4°40'59"E）面积13.23 平方千米，位于法国奧克西塔尼大區加尔省，该省份为法国南部沿海省份，南端濒地中海，北起顺时针与阿尔代什省、沃克吕兹省、罗讷河口省、埃罗省、阿韦龙省和洛泽尔省接壤。
与许斯克朗接壤的市镇（或旧市镇、城区）包括：塞茲河畔巴尼奧勒、科多莱、奥尔桑、圣艾蒂安德索尔、韦内让、卡德鲁斯、皮奥朗克。

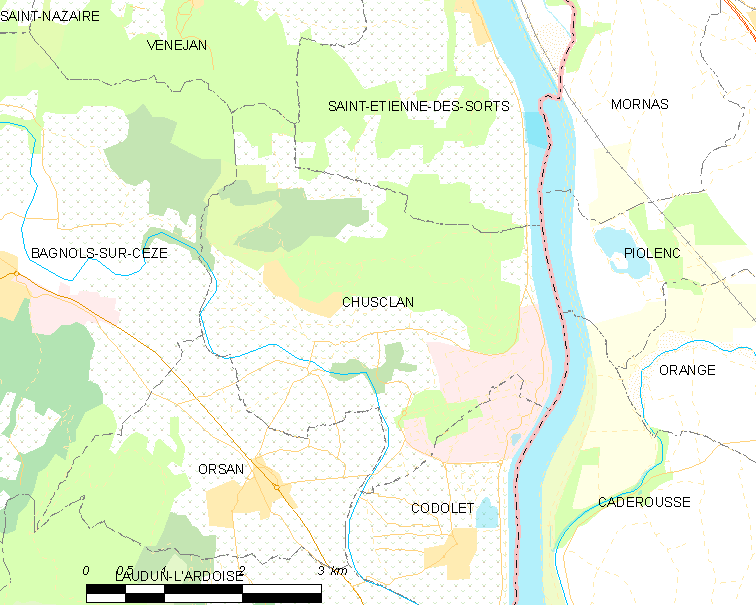
许斯克朗的OSM定位图

许斯克朗的时区为UTC+01:00、UTC+02:00（夏令时）。

## 行政
许斯克朗的邮政编码为30200，INSEE市镇编码为30081。

## 政治
许斯克朗所属的省级选区为塞兹河畔巴尼奥勒县。

## 人口

1962-2008年间许斯克朗人口变化图示

许斯克朗于2022年1月1日时的人口数量为975人。